# Тениз (Атырауская область)
Тениз (каз. Теңіз, до 2022 г. — Приморье) — село в Курмангазинском районе Атырауской области Казахстана. Административный центр Тенизского сельского округа. Код КАТО — 234663100.

## Население
В 1999 году население села составляло 1248 человек (623 мужчины и 625 женщин). По данным переписи 2009 года, в селе проживали 1333 человека (677 мужчин и 656 женщин).